# Agree
Agree（アグリー）は、ジャストシステムが販売するプレゼンテーションソフトウェアである。Haansoft Slideがベースとなっている。

## 概要
Microsoft PowerPointやLibreOffice Impressと同様、スライドショーによる発表資料の表示機能を提供する。同じくジャストシステムが販売する一太郎や花子などにもスライド表示機能が用意されているが、Agreeでは発表練習機能やノート作成機能などこれらに比べ発表資料の作成およびその発表支援に重きを置いた機能を提供している。
単体製品の他、「JUST Suite」シリーズや「一太郎2011 創 スーパープレミアム」にも含まれている。

## 販売形態の変更
「Agree2009」(7.6)まで、単体製品としては、パッケージ版・ダウンロード版ともに通常版・アカデミック版・バージョンアップ版が存在したが、「Agree2010」(7.7)（2010年2月5日発売）から、単体製品としては、通常版のダウンロード版のみとなり、ジャストシステムの直販サイトのみの販売に切り替わった。

## 動作環境
- OS:Windows 7、Vista、XP Service Pack 2以上
- メモリー:OSが推奨する以上
- CPU:OSが推奨する以上
- HDD容量:750MB以上

動作環境を参照

## 歴史
- 2007年2月9日 - 初版となる「Agree 2007」(7)を発売。Haansoft Slide 2007がベース。Windows 2000にも対応していた。
- 2008年2月8日 - 「Agree 2008」(7.5)を発売。PowerPoint 2003との互換性の向上。演出機能の強化。2008年10月リリースの修正プログラムでOpenDocumentの入出力にも対応した。
- 2009年2月6日 - 「Agree 2009」(7.6)を発売。2008で行われた改良点をさらに強化したほか、画面デザインを一太郎2009と統一。OpenDocumentに標準対応した。
- 2010年2月5日 - 「Agree 2010」(7.7)を発売。画面切り替え効果が追加。発売当初から、Windows 7(32 / 64bit版)に正式対応済み。64bit版Windowsでは32bit互換アプリとして動作する。Windows 2000は対応外となる。単体製品はダウンロード版のみとなる。

## 今後とJUST Slide、JUST Focusの登場
Agreeは初版から2010に至るまで、一貫してHaansoft Slide 2007がベースとなっている。これはHaansoft Slide自体が、2007以降しばらくバージョンアップされなかったことに由来する。このため、Agreeは2010でもPowerPoint 2007以降の.pptx形式の入出力には対応していない。
その後、Haansoft SlideがHanshowと改称した上で、バージョン2010がリリースされた。しかし、このバージョンに対応したAgreeはリリースされなかった。
一方、ジャストシステムが2011年6月に発売した法人向け製品「JUST Slide」（単体もしくは「JUST Office」の一部として同梱）はHanshow 2010ベースである。「一太郎2011 創 スーパープレミアム」ユーザー限定で、個人版の「JUST Slide［パーソナル］」(8.11)が無償提供されていた（2012年3月31日までの期限付き）。
JUST Slide［パーソナル］は.pptx形式の入出力に対応した一方で、標準のファイル形式がAgreeと異なり.jdp形式となる。Agreeの.hpt形式の入出力にも対応しているが、互換性に関する警告が表示される。
「一太郎2012 承 スーパープレミアム」（2012年2月10日発売）からは搭載されるプレゼンテーションソフトが「JUST Slide」に置き換えられ、本製品は同梱されなくなった。なお、個人向けに単体商品の「JUST Slide」は販売されていない。
2015年6月10日、「JUST Slide」に代わり「JUST Focus」が法人向け製品として発売された。「JUST Focus」はこれまでと異なり、Haansoft製品ベースではなく、ジャストシステムの自社開発製品である。同日発売の「JUST Office 3」に合わせ、初版であるが製品名は「JUST Focus 3」である。なお、個人向けとして「Agree 2010」の販売は継続される一方、法人向けの「JUST Slide」は終売となった。個人向けの方も、単体販売は無いものの、2016年2月5日に発売された「一太郎2016 スーパープレミアム」より「Just Focus」に置き換えられ、「Agree 2010」も後に終売となった。